# Mount Kuipers
Mount Kuipers är ett berg i Antarktis. Det ligger i Östantarktis. Nya Zeeland gör anspråk på området. Toppen på Mount Kuipers är 1 940 meter över havet, eller 399 meter över den omgivande terrängen. Bredden vid basen är 3,6 km.
Terrängen runt Mount Kuipers är kuperad västerut, men österut är den bergig. Trakten är obefolkad. Det finns inga samhällen i närheten.